# (65407) 2002 RP120
2002 أر بي 120 (ويعرف أيضًا باسم (65407) 2002 أر بي 120 وفق تسمية الكوكب الصغير) (بالإنجليزية: 2002 RP120)‏ هو كويكب ضمن حزام الكويكبات؛ وترتيبه 65407 من حيث الاكتشاف.
اكتُشف هذا الجُرم الفلكي بواسطة مرصد لويل للبحث عن الأجرام القريبة من الأرض في 4 سبتمبر 2002.

## وصلات خارجية
- (65407) 2002 RP120 في قاعدة بيانات مختبر الدفع النفاث لأجرام النظام الشمسي الصغيرة

- الاكتشاف · مخطط المدار ·  العناصر المدارية · المعلمات المادية

- (65407) 2002 RP120 على موقع ويكي سكاي: DSS2, SDSS, GALEX, IRAS, Hydrogen α, X-Ray, Astrophoto, Sky Map, Articles and images